# أنطون دالبيرغ
أنطون دالبيرغ (بالسويدية: Anton Dahlberg)‏ هو متسابق يخت سويدي، ولد في 10 مايو 1985 في فاكسيو في السويد.

## وصلات خارجية
- أنطون دالبيرغ على موقع الاتحاد الدولي للملاحة الشراعية (موقع جديد) (الإنجليزية)
- أنطون دالبيرغ على موقع الاتحاد الدولي للملاحة الشراعية (موقع قديم) (الإنجليزية)
- أنطون دالبيرغ على موقع اللجنة الأولمبية الدولية (الإنجليزية)
- أنطون دالبيرغ على موقع أوليمبيديا (الإنجليزية)
- أنطون دالبيرغ على موقع اللجنة الأولمبية السويدية (السويدية)